# Synopeas otiosum
Synopeas otiosum är en stekelart som beskrevs av Jean-Jacques Kieffer 1924. Synopeas otiosum ingår i släktet Synopeas och familjen gallmyggesteklar. Inga underarter finns listade i Catalogue of Life.